# 白水县
35°10′44″N 109°34′48″E / 35.179°N 109.580°E
白水县是中国陕西省渭南市所辖的一个县。区域总面积为986平方公里，常住人口約22.5万人。县人民政府駐城關街道新興街009號。

## 地理
白水位于陕西省东北部，地处关中平原与陕北高原的过渡地带。全县煤炭资源丰富，分布着49条大小河流和6座水库，水资源总量4956万立方米。
主要河流洛河。

## 行政区划
白水县下辖1个街道办事处、7个镇：
城关街道、尧禾镇、杜康镇、西固镇、林皋镇、史官镇、北塬镇和雷牙镇。
- 史官镇：传说中轩辕黄帝的史官仓颉在此地出生，故名史官镇。

## 交通
- 公路： 342国道、 201省道
- 铁路：西延铁路、包西铁路、黄韩侯铁路

## 经济
杜康镇产有白水杜康酒，该企业称其酒源自曹操诗中：何以解忧？唯有杜康。白水县并非唯一的杜康原产地声称者，同属河南洛阳的伊川县以及汝阳县都产有“杜康”白酒，也都声称自己才是杜康源祖。洛阳将伊川、汝阳二杜康合并后，即遭遇了与白水的“杜康”商标侵权纠纷诉讼并败北。

## 人口
2020年11月1日零时，根據第七次全国人口普查結果顯示：全县常住人口为223832人，与2010年第六次全国人口普查279679人相比，十年共减少55847人，下降19.9%，年平均减少2.2%。

## 文化
明清兩代在白水縣知縣的主持下多次修撰白水縣志（1562、1609、1647、1754、1779），1989年白水縣志再度出版。

## 风景名胜

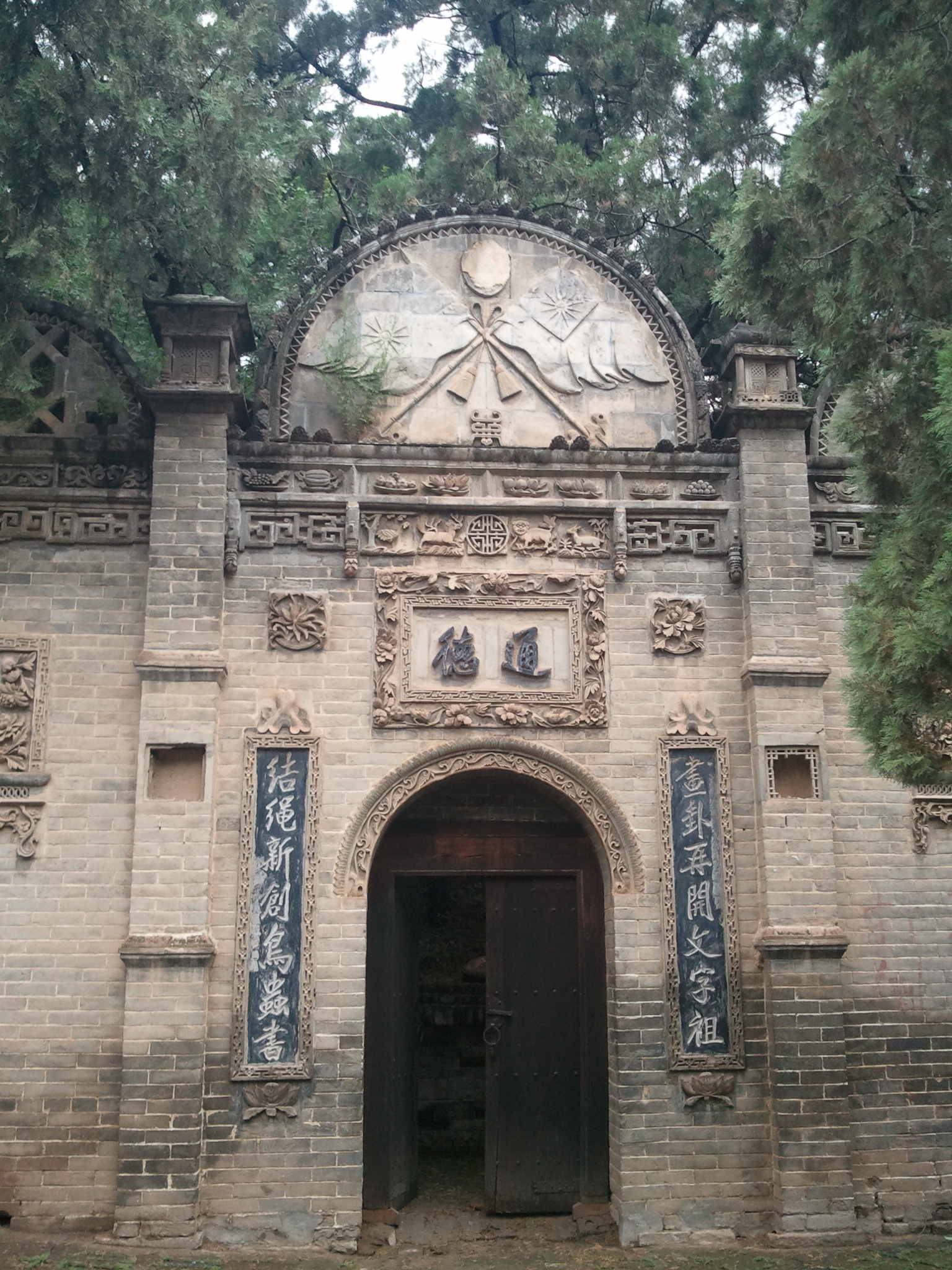
仓颉墓门口

- 全国重点文物保护单位：仓颉墓与庙、下河西遗址、永垣陵。
- 陕西省文物保护单位：下河西遗址、飞泉寺遗址、杜康墓、雷公墓、白水城隍庙、白水寿圣寺